# 652 (číslo)
Šest set padesát dva je přirozené číslo. Následuje po číslu šest set padesát jedna a předchází číslu šest set padesát tři. Římskými číslicemi se zapisuje DCLII a řeckými číslicemi χνβ. 

## Matematika
652 je:
- Deficientní číslo
- Složené číslo
- Nešťastné číslo

## Astronomie
- (652) Jubilatrix je planetka hlavního pásu, kterou objevil v roce 1907 Johann Palisa

## Roky
- 652
- 652 př. n. l.